# Aglomeração da Tricidade
54° 24' 46.57" N 18° 33' 11.38" E

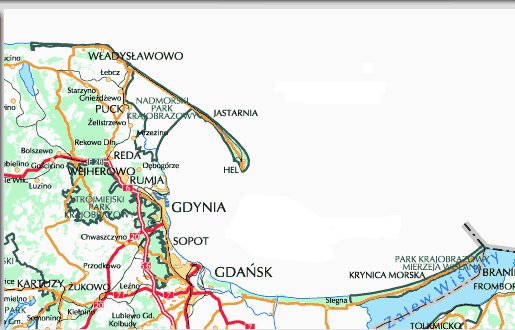
Mapa com as principais cidades do Golfo de Gdańsk

Aglomeração da Tricidade (ou aglomeração de Gdańsk)) é uma aglomeração urbana no norte da Polônia, na Baía de Gdańsk. A parte central é formada pela Tricidade, uma área policêntrica das cidades de Gdańsk, Sopot e Gdynia. A parte externa consiste nas demais vilas e cidades em seus arredores, como Tczew, no sul, Kartuzy, no oeste, e Władysławowo, no norte.
As cidades incluídas na aglomeração são: Gdańsk, Sopot e Gdynia, Tczew, Pruszcz Gdański, Kartuzy, Żukowo, Rumia, Reda, Wejherowo, Puck, Władysławowo, Jastarnia, Hel.

## Área metropolitana de Gdańsk-Sopot-Gdynia

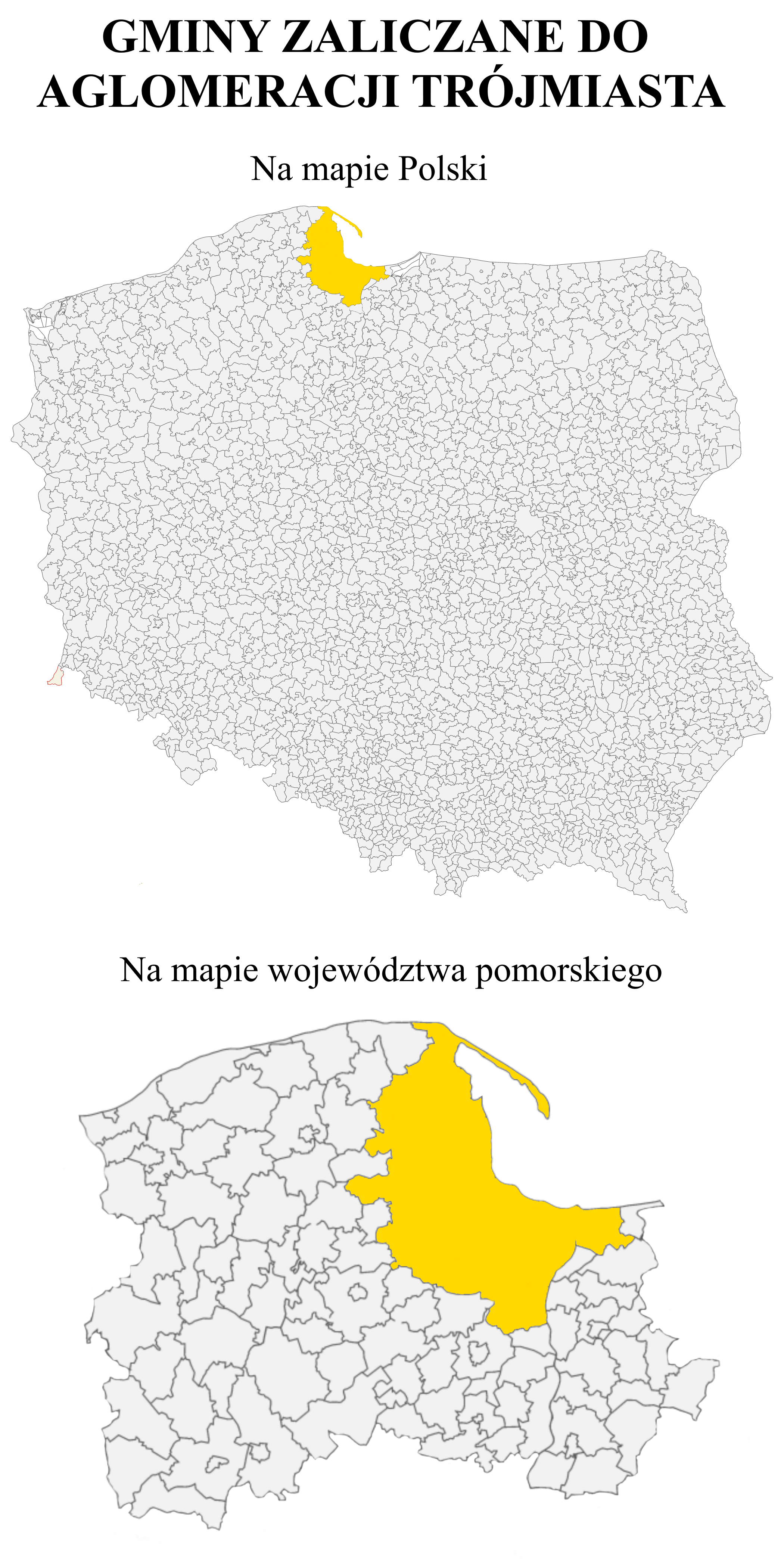
Comunas pertencentes à aglomeração da Tricidade conforme o Gabinete do Marechal da voivodia no mapa de comunas da Polônia e voivodia da Pomerânia

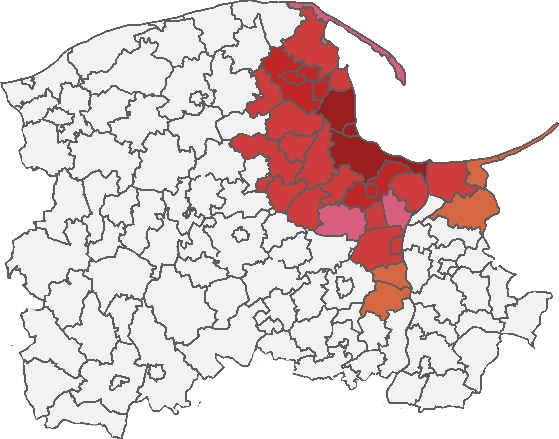
Comunas pertencentes à aglomeração da Tricidade com base em diferentes conceitos. 1) Tom de vermelho mais escuro — Tricidade (Gdańsk, Gdynia, Sopot). 2) Tom mais claro de vermelho — conceito de J. Parysek, bem como os do terceiro ponto. 3) Tom mais claro de vermelho — comunas no conceito de P. Swianiewicz e U. Klimska e do Gabinete do Marechal. 4) Rosa — municípios pertencentes apenas ao conceito do Gabinete do Marechal. 5)Laranja — comunas na concepção apenas de P. Swianiewicz e U. Klimska

Em 15 de setembro de 2011, a associação de autogoverno da Área Metropolitana de Gdańsk-Sopot-Gdynia foi criada para fortalecer a cooperação e promover o desenvolvimento harmonioso de toda a área metropolitana da Tricidade, utilizando o potencial das cidades e comunas membros, respeitando sua distinção e especificidade. Há 57 autoridades locais na Área Metropolitana de Gdańsk-Sopot-Gdynia, cobrindo uma área total de quase 5 500 km² (conforme a área dos condados: 6 700 km²), habitada por quase 1,5 milhão de habitantes. Na estrutura da Área Metropolitana de Gdańsk-Sopot-Gdynia, o papel decisivo é desempenhado pela assembleia-geral de membros, pelo conselho de administração (composto pelos presidentes das três cidades) e pelo comitê de auditoria.

## Conceitos da aglomeração da Tricidade

### Aglomeração de acordo com P. Swianiewicz e U. Klimska
Em 2005, Paweł Swianiewicz e Urszula Klimska delinearam uma área de aglomeração com o centro na Tricidade (Gdańsk, Gdynia, Sopot) e as 28 comunas adjacentes. A área era habitada por 1,21 milhão de pessoas em 2002. Ao delimitar a aglomeração, foi realizada a delimitação das áreas adjacentes, considerando o saldo migratório de 1998 a 2002, a densidade populacional (em 2002) e a taxa de emprego pendular.
| Comuna                      | População (2024-06-30) [hab.] | Área (2024-01-01) [km²] | Densidade populacional [hab./km²] |
| --------------------------- | ----------------------------- | ----------------------- | --------------------------------- |
| Gdańsk                      | 487834                        | 683,00                  | 714,25                            |
| Gdynia                      | 240554                        | 391,51                  | 614,43                            |
| Sopot                       | 31696                         | 27,76                   | 1141,79                           |
| Comuna de Cedry Wielkie     | 6838                          | 123,87                  | 55,20                             |
| Comuna de Gniew             | 14230                         | 194,16                  | 73,29                             |
| Comuna de Kartuzy           | 34328                         | 206,39                  | 166,33                            |
| Comuna de Kolbudy           | 21510                         | 82,61                   | 260,38                            |
| Comuna de Kosakowo          | 21954                         | 99,82                   | 219,94                            |
| Krynica Morska              | 1159                          | 118,95                  | 9,74                              |
| Comuna de Luzino            | 18102                         | 111,43                  | 162,45                            |
| Comuna de Nowy Dwór Gdański | 16827                         | 213,13                  | 78,95                             |
| Comuna de Pelplin           | 15001                         | 141,03                  | 106,37                            |
| Pruszcz Gdański             | 32270                         | 16,46                   | 1960,51                           |
| Comuna de Pruszcz Gdański   | 38262                         | 143,88                  | 265,93                            |
| Comuna de Przodkowo         | 11490                         | 85,24                   | 134,80                            |
| Comuna de Przywidz          | 6179                          | 129,41                  | 47,75                             |
| Comuna de Pszczółki         | 11281                         | 50,16                   | 224,90                            |
| Comuna de Puck              | 28881                         | 276,59                  | 104,42                            |
| Reda                        | 28866                         | 33,46                   | 862,70                            |
| Rumia                       | 53585                         | 30,06                   | 1782,60                           |
| Comuna de Somonino          | 11324                         | 112,08                  | 101,03                            |
| Comuna de Stegna            | 9210                          | 349,63                  | 26,34                             |
| Comuna de Stężyca           | 11456                         | 160,48                  | 71,39                             |
| Comuna de Subkowy           | 5337                          | 77,81                   | 68,59                             |
| Comuna de Szemud            | 21953                         | 176,89                  | 124,11                            |
| Comuna de Sztutowo          | 3405                          | 171,68                  | 19,83                             |
| Tczew                       | 56676                         | 22,35                   | 2535,84                           |
| Comuna de Tczew             | 16337                         | 170,60                  | 95,76                             |
| Wejherowo                   | 45734                         | 26,99                   | 1694,48                           |
| Comuna de Wejherowo         | 31345                         | 194,22                  | 161,39                            |
| Comuna de Żukowo            | 51577                         | 164,02                  | 314,46                            |
| Total (aglomeração)         | 1385201                       | 4785,67                 | 289,45                            |

### Aglomeração de acordo com o Gabinete do Marechal
Em 2009, o Departamento de Desenvolvimento Regional e Espacial do Gabinete do Marechal da Voivodia da Pomerânia preparou o Plano de Desenvolvimento Espacial para a Voivodia da Pomerânia, no qual caracterizou a aglomeração da Tricidade e delimitou sua área. Segundo o Gabinete do Marechal, a aglomeração inclui três cidades com direitos de condado: Gdańsk, Gdynia, Sopot e 27 comunas. Ao realizar a delimitação, os seguintes aspectos foram considerados: aspectos espaciais, socioeconômicos, jurídico-políticos, ecológicos, funcionais-técnicos e econômicos. Na área delimitada, os componentes básicos de sua estrutura foram distinguidos e as ligações internas e externas foram consideradas.
| Comuna                    | População (2024-06-30) [hab.] | Área (2024-01-01) [km²] | Densidade populacional [hab./km²] |
| ------------------------- | ----------------------------- | ----------------------- | --------------------------------- |
| Gdańsk                    | 487834                        | 683,00                  | 714,25                            |
| Gdynia                    | 240554                        | 391,51                  | 614,43                            |
| Sopot                     | 31696                         | 27,76                   | 1141,79                           |
| Comuna de Cedry Wielkie   | 6838                          | 123,87                  | 55,20                             |
| Hel                       | 2755                          | 95,36                   | 28,89                             |
| Jastarnia                 | 3447                          | 5,05                    | 682,57                            |
| Comuna de Kartuzy         | 34328                         | 206,39                  | 166,33                            |
| Comuna de Kolbudy         | 21510                         | 82,61                   | 260,38                            |
| Comuna de Kosakowo        | 21954                         | 99,82                   | 219,94                            |
| Comuna de Luzino          | 18102                         | 111,43                  | 162,45                            |
| Pruszcz Gdański           | 32270                         | 16,46                   | 1960,51                           |
| Comuna de Pruszcz Gdański | 38262                         | 143,88                  | 265,93                            |
| Comuna de Przodkowo       | 11490                         | 85,24                   | 134,80                            |
| Comuna de Przywidz        | 6179                          | 129,41                  | 47,75                             |
| Comuna de Pszczółki       | 11281                         | 50,16                   | 224,90                            |
| Puck                      | 10419                         | 16,94                   | 615,05                            |
| Comuna de Puck            | 28881                         | 276,59                  | 104,42                            |
| Reda                      | 28866                         | 33,46                   | 862,70                            |
| Rumia                     | 53585                         | 30,06                   | 1782,60                           |
| Comuna de Somonino        | 11324                         | 112,08                  | 101,03                            |
| Comuna de Stegna          | 9210                          | 349,63                  | 26,34                             |
| Comuna de Suchy Dąb       | 4240                          | 84,82                   | 49,99                             |
| Comuna de Szemud          | 21953                         | 176,89                  | 124,11                            |
| Tczew                     | 56676                         | 22,35                   | 2535,84                           |
| Comuna de Tczew           | 16337                         | 170,60                  | 95,76                             |
| Comuna de Trąbki Wielkie  | 12222                         | 162,66                  | 75,14                             |
| Wejherowo                 | 45734                         | 26,99                   | 1694,48                           |
| Comuna de Wejherowo       | 31345                         | 194,22                  | 161,39                            |
| Comuna de Władysławowo    | 14176                         | 61,90                   | 229,01                            |
| Comuna de Żukowo          | 51577                         | 164,02                  | 314,46                            |
| Total (aglomeração)       | 1365045                       | 4135,16                 | 330,11                            |

| Local                         | 1999      | %      | 2004      | %      | 2009      | %      |
| ----------------------------- | --------- | ------ | --------- | ------ | --------- | ------ |
| Tricidade                     | 760 210   | 64,12  | 752 943   | 62,72  | 742 910   | 60,66  |
| outras cidades da aglomeração | 241 902   | 20,40  | 246 581   | 20,54  | 255 103   | 20,83  |
| áreas rurais                  | 183 438   | 15,48  | 200 985   | 16,74  | 226 774   | 18,51  |
| Aglomeração total             | 1 185 550 | 100,00 | 1 200 509 | 100,00 | 1 224 787 | 100,00 |

### Aglomeração da Tricidade segundo Parysek
Em 2008, Jerzy Jan Parysek afirmou que o principal centro da aglomeração da Tricidade é Gdańsk, cujas funções são complementadas por Gdynia. Outros centros da aglomeração incluem: Sopot, Wejherowo, Reda, Rumia, Pruszcz Gdański. Ele afirmou que a aglomeração é um sistema espacial e funcional policêntrico com uma população de mais de 1 milhão de habitantes.

### Aglomeração da Tricidade segundo Jałowiecki
Em 2000, Bohdan Jałowiecki afirmou, citando Bassad, que a Tricidade policêntrica (Gdańsk, Gdynia, Sopot), juntamente com suas áreas suburbanas, é uma metrópole, mas esse termo deve ser relativizado para se adequar aos critérios poloneses. Herbst e Smętkowski, em 2003, fizeram o mesmo em 2001.

### Outros conceitos
Outros conceitos fornecem a população de uma aglomeração, uma área funcional, um complexo urbano:
- Conforme a Rede Europeia de Observação do Desenvolvimento Territorial e da Coesão, muitas vezes abreviada como ESPON, a “Área Urbana Funcional de Gdańsk” (FUA, Functional Urban Area) tinha uma população de 993 mil habitantes em 2002.[9]
- Segundo o Eurostat, em 2001 (LUZ Gdańsk, Larger Urban Zone) — 1 097 654 habitantes e uma área de 3457,32 km²,[10][11] dados que também foram adotados por Tadeusz Markowski,[12]
- Consoante o Eurostat, em 2004 (LUZ Gdańsk, Larger Urban Zone) — 1 105 203 habitantes e área de 3.457,32 km².[11][10]

## Números básicos da aglomeração da Tricidade
| Local                    | população [hab.] | Área [km²]      |
| ------------------------ | ---------------- | --------------- |
| Aglomeração da Tricidade | 1 232 287 (-)    | 3069,21 (-)     |
| Voivodia da Pomerânia    | 2 319 735 (53%)  | 18 310,34 (17%) |
| Polônia                  | 38 433 600 (3%)  | 312 679 (1%)    |